# Макаров Степан Осипович

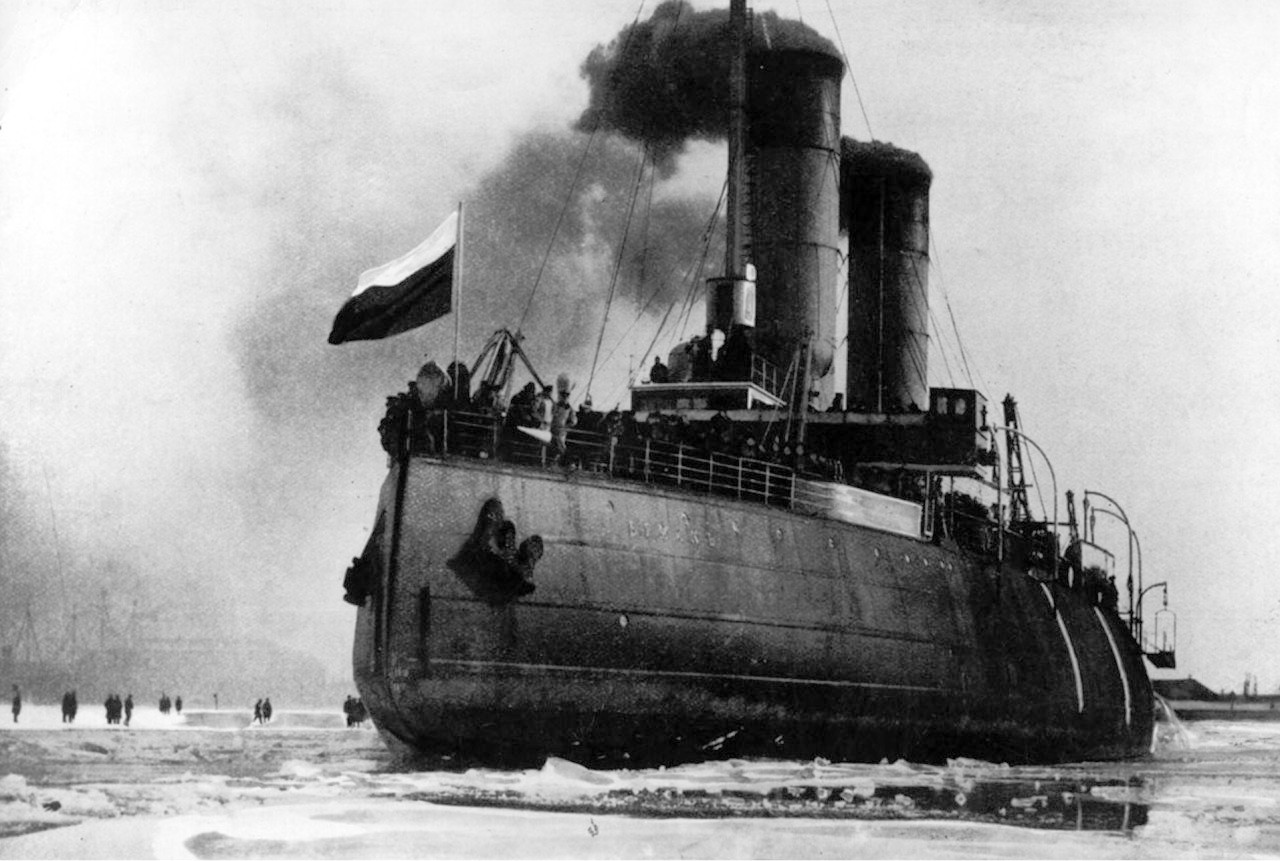
Криголам «Єрмак»

Степан Осипович Макаров (нар. 27 грудня 1848 (8 січня 1849), Миколаїв — пом. 31 березня (13 квітня) 1904, біля Порт-Артура)  — океанограф, кораблебудівник, віце-адмірал (1896). У 1895 році розробив російську семафорну абетку. Лауреат Макаріївської премії.
Закінчив Морське училище (1865). Учасник Ахал-Текінської експедиції (1880—1881). Командував пароплавом «Тамань» (1881—1882), фрегатом «Князь Пожарський» (1885), корветом «Вітязь» (1886—1889), на якому здійснив навколосвітню подорож.
Виконувач обов'язків головного інспектора морської артилерії (1891—1894). Молодший флагман Практичної ескадри Балтійського моря (1894). Командувач ескадри в Середземному морі (1894—1895), при загрозі війни з Японією (1895) перевів кораблі на Далекий Схід. Командувач Практичної ескадри Балтійського моря (1896—1898). Головний командир Кронштадтського порту, губернатор Кронштадта (6 грудня 1899 — 9 лютого 1904). Після початку російсько-японської війни (1904—1905) призначений командувачем Тихоокеанською ескадрою. 24 лютого (8 березня) прибув у Порт-Артур. Керував діями кораблів при обороні Порт-Артура, загинув на броненосці «Петропавловськ», що підірвався на міні.

## Біографія
Народився 8 січня 1849 р. в Миколаєві в сім'ї морського офіцера. Після переїзду до Ніколаєвська-на-Амурі в 1858 р. десятирічний Макаров вступив у штурманське училище. Під час навчання в училищі вивчав математику, англійську мову, багато читав.
У 1865 р. закінчив морське училище, його призначили корабельним гардемарином.

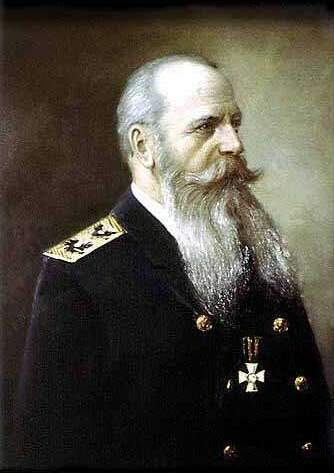
Степан Макаров

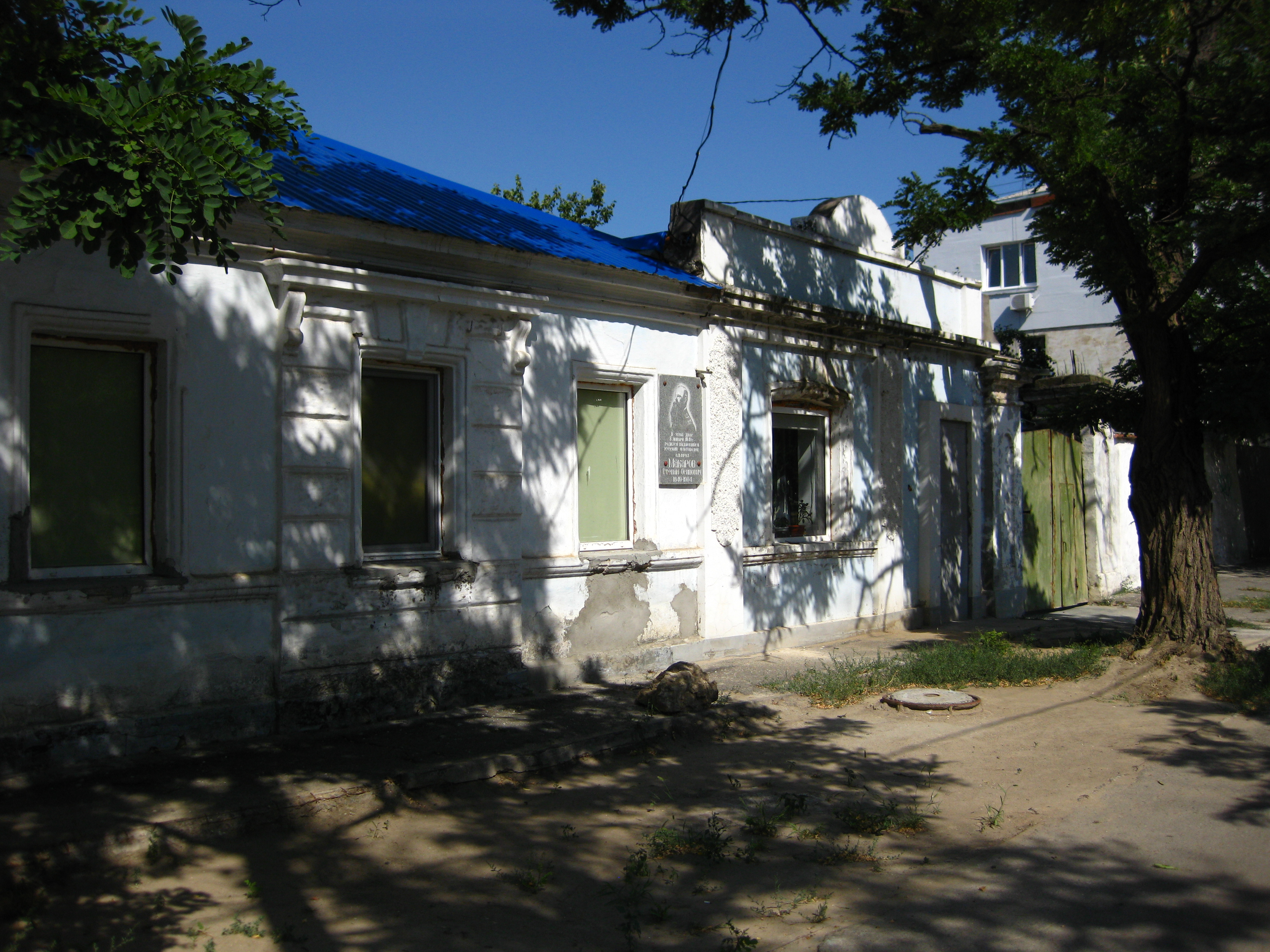
Будинок у Миколаєві, в якому народився С. О. Макаров

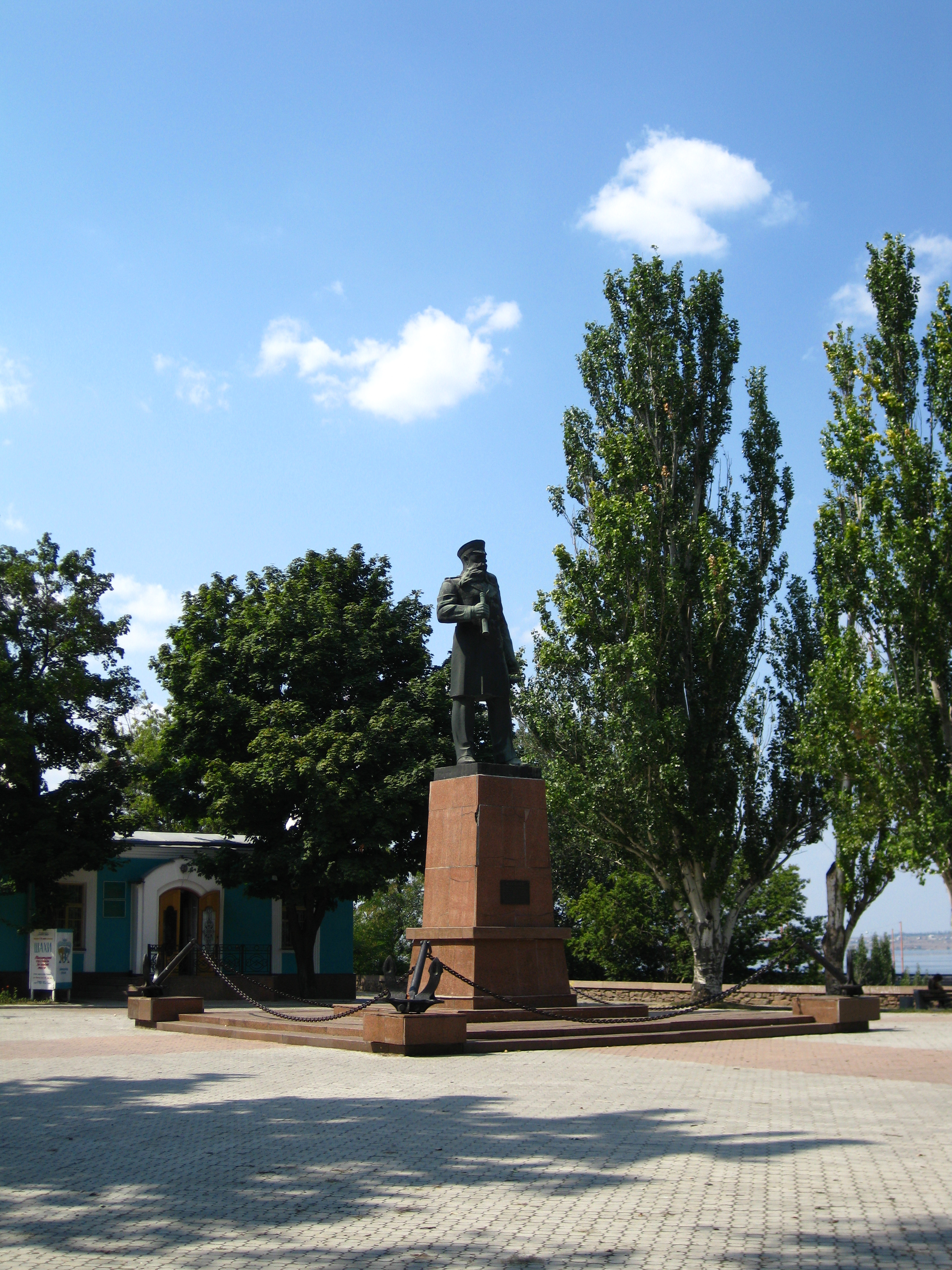
Пам'ятник Макарову в Миколаєві

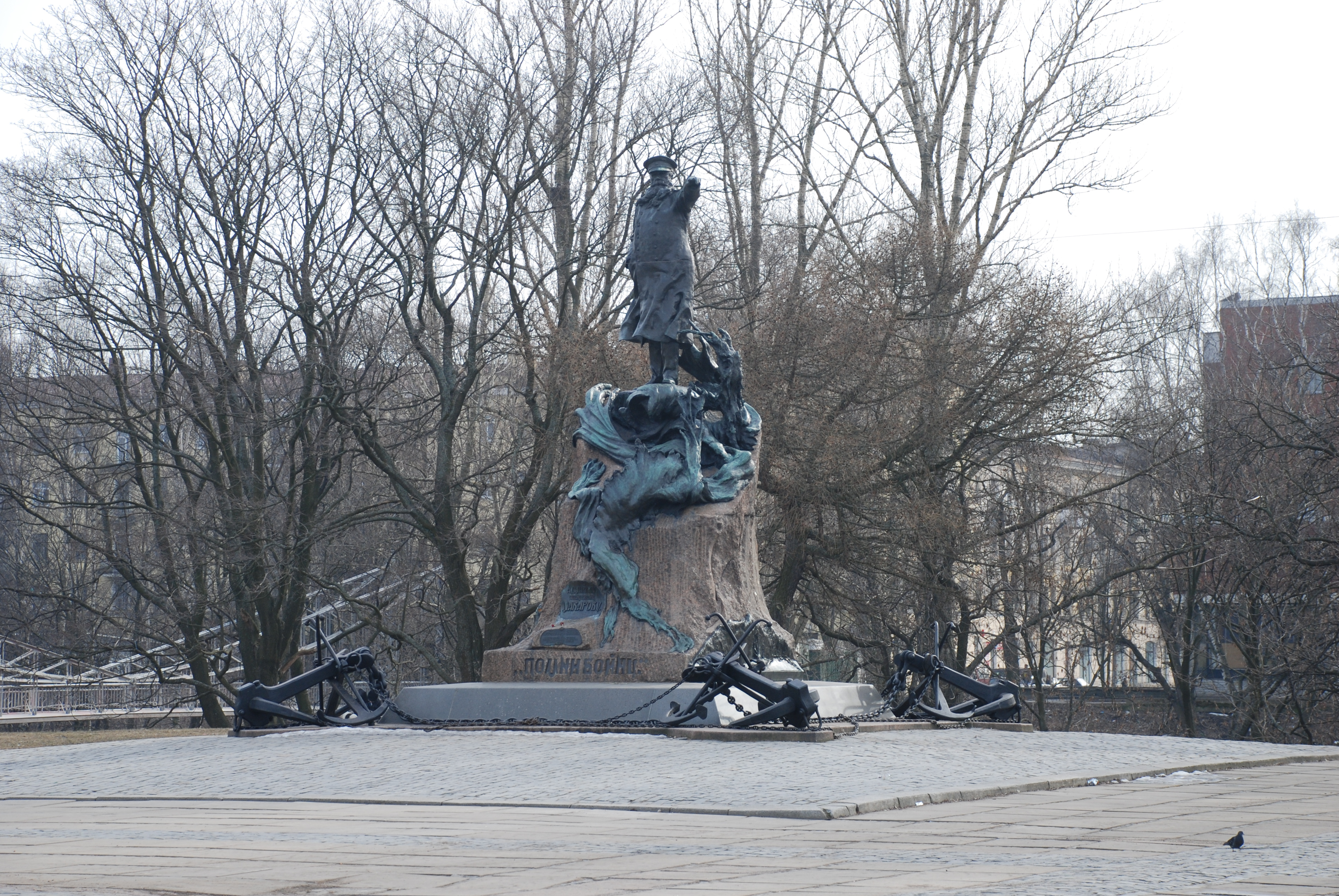
Пам'ятник Макарову в Кронштадті

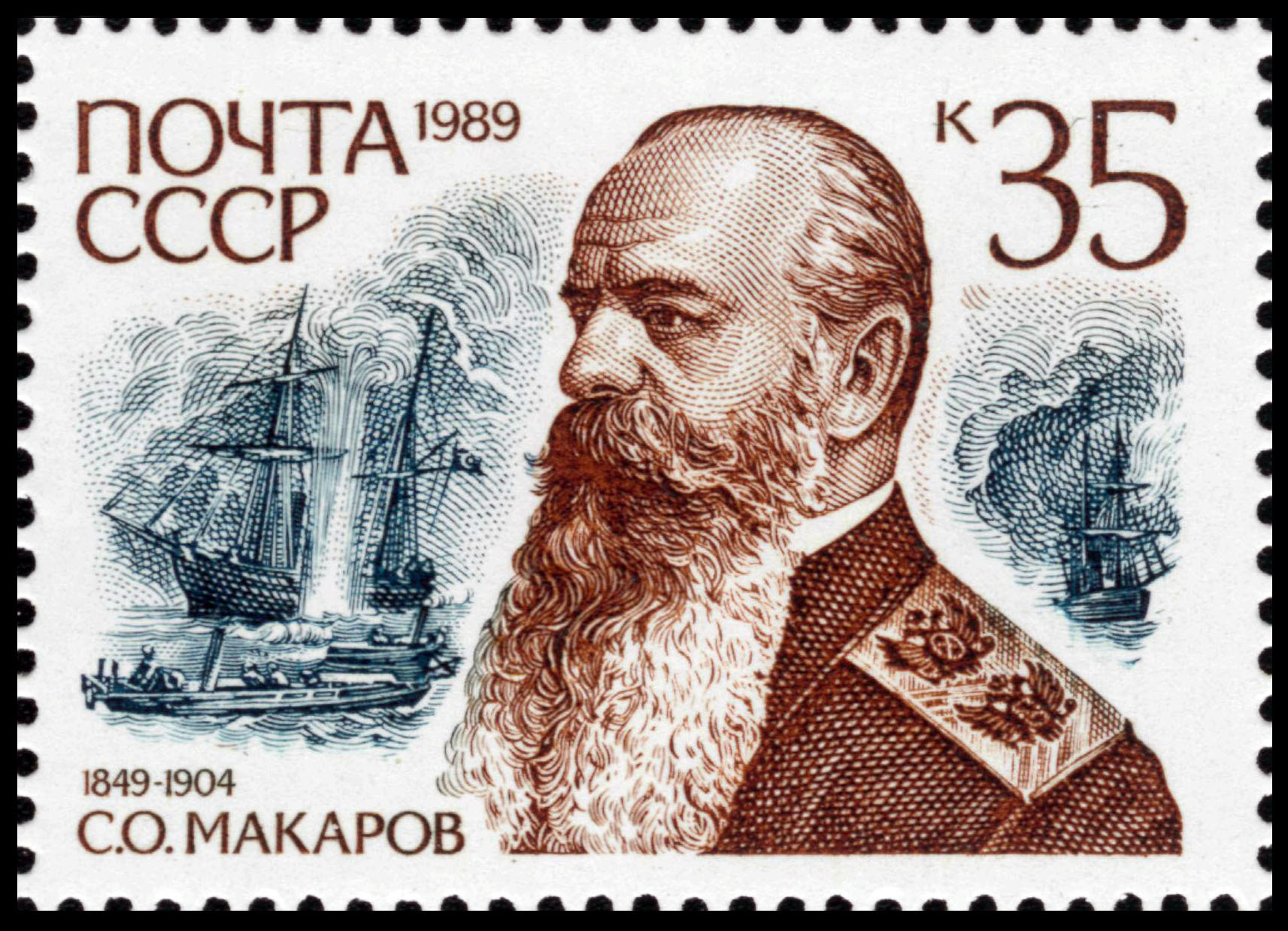
Радянська поштова марка на честь С. О. Макарова

Під час багатьох навчальних плавань у молодого Макарова склалися навички досвідченого командира, гостра спостережливість. До 1869 р., коли Степану Макарову було присвоєно звання мічмана (перший офіцерський чин у царському флоті), він уже проплавав близько 2000 днів.
У 1871 році за відмінну службу присвоєно звання лейтенанта.
Велику увагу приділяв справі вдосконалення військових кораблів та їх озброєння. В 1877 році Макаров — активний учасник російсько-турецької війни. У бойових операціях проти турецького флоту виявляв себе вольовим і відважним командиром, сміливим новатором у застосуванні техніки та методів ведення морського бою, а також добрим організатором. Макаров завдав турецькому флотові ряд ударів, після чого турки перестали бути господарями Чорного моря.
Після закінчення війни призначається начальником морської частини в Закаспійському краї зі званням капітаном 2 рангу. У 1882 році отримує призначення в Константинополь. Він проводить дослідницьку роботу, вивчаючи течії в Босфорі.
Макаров доводить існування у протоці двох течій: верхньої — з Чорного моря в Егейське, нижньої — у зворотному напрямку. Це цілком спростувало думку англійського гідролога Спарта, який заперечував існування нижньої течії з Егейського моря в Чорне.
В 1886 Макарова було призначено командиром корвета «Витязь», на якому здійснив навколосвітнє плавання, що тривало близько трьох років. Досліджувалися Тихий, Атлантичний та Індійський океан.
Наслідки цих досліджень Макаров виклав у великій науковій праці «Витязь» і Тихий океан", що подібно до його праці «Про обмін води Чорного та Середземного морів», дістала високу оцінку з боку вчених.
У 1890 р. Степану Макарову було присвоєно звання контрадмірала. З цього часу він займає послідовно низку відповідальних посад у морському флоті та продовжує наукову діяльність.
Вирішальним транспортом у справі вивчення полярних морів він вважав криголами. «Простий погляд на карту Росії показує, — писав він, — що вона головним своїм фасадом виходить на Льодовитий океан… Потужний криголам відкриє двері в цьому фасаді…»
У 1898 р. в Англії під керівництвом та за кресленнями Макарова збудований криголам «Єрмак». Він розробив питання про використання криголамів. Ці дослідження узагальнив у своїй праці «„Єрмак“ во льдах».
У ніч на 9 лютого 1904 р. японський флот без оголошення війни напав на російську ескадру в Порт-Артурі. Оборону Порт-Артура було організовано погано. Японський флот мав значну перевагу над російським Тихоокеанським флотом. У цей час віце-адмірала Макарова призначають командувачем Тихоокеанського флоту. За короткий час підвищує його боєздатність і значно посилює оборону Порт-Артура, перейшовши від тактики пасивної оборони до тактики активної оборони.
13 квітня 1904 р. броненосець «Петропавловськ», на якому був адмірал Макаров, вийшов у море й підірвався на міні. Разом із ним загинув російський художник-баталіст Василь Верещагін.
Степан Макаров провів глибокі та ґрунтовні дослідження океанів, сконструював перший у Російській імперії криголам й запропонував проект його широкого використання для вивчення Арктики. Він став й першим керівником наукової експедиції на криголамі в Арктику.

## Пам'ять
На честь адмірала Макарова назване місто Макаров у Сахалінській області. Ім'я Степана Макарова носить Державна Морська Академія у Санкт-Петербурзі, Національний Університет Кораблебудування, вулиця (з 2024 Скоропадського) та бульвар (з 1976 Флотський) у Миколаєві, вулиці в інших містах України та Росії, Тихоокеанський військово-морський інститут у Владивостоці та військове судно (фрегат «Адмірал Макаров») (ВМС РФ).
Також на його честь названо астероїд 6220 Степанмакаров.